# Ypthima egregia
Ypthima egregia är en fjärilsart som beskrevs av Henry John Elwes och Edwards. Ypthima egregia ingår i släktet Ypthima och familjen praktfjärilar. Inga underarter finns listade i Catalogue of Life.